# غاس
غاس هو موسيقي ألماني، ولد في 1961 في كولونيا في ألمانيا.

## وصلات خارجية
- الموقع الرسمي
- غاس على موقع IMDb (الإنجليزية)
- غاس على موقع ميوزك برينز (الإنجليزية)
- غاس على موقع أول ميوزيك (الإنجليزية)
- غاس على موقع أول ميوزيك (الإنجليزية)
- غاس على موقع ديسكوغز (الإنجليزية)